# Karol III w stroju dworskim
Karol III w stroju dworskim (hiszp. Carlos III en traje de corte) – obraz olejny hiszpańskiego malarza Francisca Goi (1746–1828). Jeden z sześciu portretów dygnitarzy namalowanych przez artystę na zlecenie Banku Narodowego San Carlos. Jest to pierwszy portret Karola III autorstwa Goi, który stworzył także podobiznę króla w stroju myśliwskim.

## Okoliczności powstania
W latach 80. kariera Goi jako portrecisty madryckiej arystokracji nabierała tempa. Był wówczas związany z dworem Karola III, a wkrótce miał otrzymać stanowisko nadwornego malarza. Znajomość artysty z Ceánem Bermúdezem zaowocowała ważnym zamówieniem na portrety dygnitarzy powstałego w 1782 Banku Narodowego San Carlos, instytucji finansowej poprzedzającej obecny Bank Hiszpanii. Ceán Bermúdez był sekretarzem banku, a jednocześnie historykiem i kolekcjonerem sztuki, z Goyą łączyła go długoletnia przyjaźń. Za jego wstawiennictwem sześciu z ośmiu bankowych dygnitarzy wybrało Goyę na swojego portrecistę. Obrazy były przeznaczone do dekoracji głównej sali zebrań; portret króla prawdopodobnie zajmował centralną pozycję, a wokół niego wisiały podobizny bankierów. W latach 1785–1788 powstały kolejno portrety José de Toro y Zambrano, króla Karola III, Francisca Javiera de Larrumbe, markiza de Tolosa, hrabiego de Altamira, i jako ostatni portret Francisca Cabarrusa. 
Goya został po raz pierwszy przedstawiony Karolowi III w 1779. Monarcha odwiedził wówczas jego madrycki warsztat. Malarz wspomniana o tym spotkaniu w korespondencji ze swoim przyjacielem Martinem Zapaterem. Między tym wydarzeniem a rokiem śmierci króla (1788) brak udokumentowanych referencji o tym, aby Karol III pozował dla Goi. Przy pracy nad portretem dla banku, malarz korzystał zapewne z prac innych nadwornych malarzy, m.in. Antona Mengsa  lub malował z pamięci. Goya otrzymał łącznie 10 000 reali de vellón za portret króla, hrabiego de Altamira i markiza de Tolosa. Wypłaty dokonano 30 stycznia 1787, dlatego najprawdopodobniej portret Karola III powstał w roku 1786. Aureliano de Beruete sugerował, że obraz mógł być namalowany pośmiertnie, jest to jednak mało prawdopodobne ze względu na podobieństwa z portretem Karol III w stroju myśliwskim powstałym ok. 1787, niedługo przed śmiercią króla.

## Opis obrazu
Król został przedstawiony w całej postaci, w pomieszczeniu, którego podłoga jest pokryta kafelkami, a ściany wyłożone ozdobną tkaniną. Widoczny jest wpływ Velázqueza, którego Goya uważał za swojego mistrza. Świadczą o tym m.in. kafelkowa posadzka, neutralne tło i oszczędność kompozycji, która ma wydobywać na pierwszy plan godność postaci. Na tkaninie pojawia się rozmyty silnym strumieniem światła delikatny wzór z motywem skrzydlatych gryfów. Nawiązują one do dekoracji typowych dla Pompejów i Herkulanum; te starożytne miasta odkryto w czasie, kiedy Karol rządził Królestwem Neapolu i Sycylii, przed objęciem hiszpańskiego tronu. Król zachęcał archeologów do prowadzenia badań i był na bieżąco informowany o odkryciach, także po wyjeździe do Hiszpanii.
Monarcha ma na sobie kosztowny strój dworski, na który składają się: kaftan, kamizelka i spodnie z zielonego welwetu zdobionego złotymi haftami, biała koszula z żabotem i plisowanymi mankietami, białe pończochy i czarne buty z dużymi klamerkami. Nosi również pudrowaną perukę z kitką. Detale filigranowych zdobień kaftana i kamizelki są oddane w perfekcyjny sposób, podobnie jak tekstura pończoch, klamry butów i rysy twarzy. Na piersi króla widać wielki krzyż orderu jego imienia, francuski Order Ducha Świętego oraz Order Złotego Runa, którego był wielkim mistrzem. Pod lewym ramieniem trzyma trikorn, a w prawej ręce laskę będącą symbolem władzy królewskiej. Zmarszczki na twarzy wskazują na upływ czasu i troski związane z rządami. Wyraz twarzy i spojrzenie są dobroduszne, a zarazem melancholijne. Niektórzy historycy wskazują na pewną niezdarność sylwetki króla, spowodowaną być może tym, że przyzwyczajony już do pracy z burżuazją i arystokracją Goya, po raz pierwszy portretował monarchę.

## Proweniencja
Obrazy namalowane przez Goyę dla Narodowego Banku San Carlos zostały razem z całą instytucją przejęte przez jej następcę – Bank Hiszpanii, gdzie obecnie się znajdują. Cała seria portretów dygnitarzy bankowych była przez wiele lat zapomniana. Obrazy zdeponowane w rzadko używanym pomieszczeniu w dawnej siedzibie banku przy ulicy Atocha (obecnie Departament Długu Publicznego) odnalazł jego prezes, Francisco Belda. Zlecił on analizę bankowej księgowości, gdzie odnaleziono rejestr należności wypłaconych Goi kolejno za wszystkie sześć obrazów. Księgi te pomogły w udokumentowaniu i datowaniu portretów, które udostępniono publiczności po raz pierwszy w 1900, na wystawie poświęconej Goi.